# Saurauia taylorii
Saurauia taylorii är en tvåhjärtbladig växtart som beskrevs av W.N.Takeuchi. Saurauia taylorii ingår i släktet Saurauia och familjen Actinidiaceae. Inga underarter finns listade i Catalogue of Life.